# Phelister striatinotus
Phelister striatinotus är en skalbaggsart som beskrevs av Wenzel och Dybas 1941. Phelister striatinotus ingår i släktet Phelister och familjen stumpbaggar. Inga underarter finns listade i Catalogue of Life.